# Alfhild Stormoen
Alfhild Stormoen (30 de enero de 1883 – 11 de febrero de 1974) fue una actriz y directora noruega. 

## Biografía
Su verdadero nombre era Alfhild Larsen, y nació en Oslo, Noruega, siendo sus padres Nils August Larsen y Anne Jensen Røhne. Tenía un hermano mayor, el pintor paisajista Lars Larsen (1876–1955), y un hermano menor, el pianista Nils Larsen (1888–1937). El 9 de julio de 1909 se casó en Oslo con el actor Harald Stormoen, el cual ya había estado casado en una ocasión anterior. La pareja tuvo dos hijas: Anne Stormoen (16 de marzo de 1911 a 24 de abril de 1930) y Siri Stormoen (11 de junio de 1921 a 2 de octubre de 1981).
Debutó el 29 de enero de 1904 en el Centralteatret con el papel titular de Agnete, obra de Amalie Skram. Fue una actuación muy bien recibida por la crítica.  Stormoen siguió contratada en el Centralteatret entre 1904 y 1907. 
En el año 1907 participó en una gira dirigida por Johanne Dybwad representando la obra de Henrik Ibsen Bygmester Solness en el Neues Theater de Berlín. En esa gira también actuaron en ciudades noruegas como Trondheim.
Stormoen pasó en 1908 al Teatro nacional de Oslo, donde trabajó hasta 1951. Algunos de sus personajes fueron Karen en la pieza de Nils Kjær Regnskapets dag, Mathilde en De Nygifte (de Bjørnstjerne Bjørnson), Tora en Sigurd Slembe (de Bjørnson), y Petra Hargant en la obra de Nini Roll Anker Finfeier.
Stormoen participó en 1918 en una gira del Teatro nacional con la obra Narren, de Peter Egge, que se representó en ciudades como Halden y Kristiansand.
Hizo también algunas actuaciones cinematográficas, encontrándose entre sus películas la dirigida por Carl Theodor Dreyer Glomdalsbruden (1926), así como la de Alfred Maurstad En herre med bart (1942).
Alfhild Stormoen falleció en Oslo en el año 1974.

## Teatro (selección)
- 1904 : Agnete, de Amalie Skram, Centralteatret
- 1905 : Livets Maskerade, de Ludvig Fulda, Centralteatret[8]
- 1906 : Elise, de Hjalmar Christensen, Centralteatret[9]
- 1907 : Bygmester Solness, de Henrik Ibsen, Neues Theater de Berlín
- 1908 : Regnskapets dag, de Nils Kjær, Teatro nacional (Oslo)[10]
- 1908 : De Nygifte, de Bjørnstjerne Bjørnson
- 1911 : Sigurd Slembe, de Bjørnstjerne Bjørnson, Teatro nacional (Oslo)[11]
- 1911 : Over Ævne I, de Bjørnstjerne Bjørnson
- 1912 : Finfeier, de Nini Roll Anker, Teatro nacional (Oslo)[12]
- 1912 : En spurv i Tranedans, de Jens Christian Hostrup, Teatro nacional (Oslo)[13]
- 1919 : Paaske, de August Strindberg, Teatro nacional (Oslo)[14]
- 1925 : Piken, de Nini Roll Anker, Teatro nacional (Oslo)[15]

## Filmografía
- 1926 : Glomdalsbruden
- 1942 : En herre med bart
- 1951 : Skadeskutt

## Becas
- 1920-1921 : Beca Statens kunstnerstipend, kr. 1000[16]
- 1921-1922 : Beca Statens kunstnerstipend[17]